# Spedizione di Ḥamza ibn ʿAbd al-Muṭṭalib
La Spedizione di Ḥamza ibn ʿAbd al-Muṭṭalib (in arabo: سرية حمزة بن عبد المطلب), conosciuta anche come plotone Sīf Al-Baḥr (in arabo: سرية سِيفُ البَحْرِ), fu la prima spedizione militare inviata dal profeta islamico Maometto. Si svolse nell'anno 1 del calendario islamico, nel mese di Ramadan (marzo 623 d.C.).
La spedizione, che aveva l'obiettivo di intercettare una carovana dei Quraysh, fu intrapresa esclusivamente dai Muhajirun (gli esuli musulmani di Medina) senza la partecipazione degli Ansar (i convertiti all'islam di Medina).

## Descrizione
La spedizione fu ordinata da Maometto tra i sette e i nove mesi dopo l'Egira. Era guidata da Hamza ibn 'Abdul-Muttalib (zio di Maometto) e composta da 30-40 uomini con il compito ben preciso di intercettare una carovana dei Quraysh. 'Amr ibn Hishām (Abu Jahl), il capo della carovana, si era accampato ad al-Is con 300 cavalieri meccani.
Le due parti si incontrarono, si schierarono e si fronteggiarono in preparazione alla battaglia, ma Majdi ibn 'Amr al-Juhani, un Quraysh amico di entrambe le fazioni, intervenne tra loro; così entrambe le parti si separarono senza combattere. Hamza tornò a Medina e Abu Jahl proseguì verso la Mecca.
In quella occasione, Maometto assegnò la prima bandiera dell'Islam. Kinaz ibn Husain Al-Ghanawi fu incaricato di portarla, ed era di colore bianco.

## Località
L'evento ebbe luogo sulla costa vicino a al-‘Īṣ (العيص), nel territorio dei Banū Juhayna, tra La Mecca e Medina.